# Hanna Eglinger
Hanna Eglinger (* 1975) ist eine deutsche Skandinavistin.

## Leben
Von 1995 bis 2001 studierte sie nordische Philologie, neuere deutsche Literatur und Pädagogik an der LMU München (2001: Magister Artium) und in Uppsala. Von 1999 bis 2001 war sie wissenschaftliche Hilfskraft im DFG-Projekt »Dialoge zwischen Wortkunst und Bildkunst in der Skandinavischen Moderne (Nordbildtext)« an der LMU München und von 2001 bis 2003  wissenschaftliche Mitarbeiterin in demselben Projekt. Von 2003 bis 2006 war sie wissenschaftliche Mitarbeiterin am Institut für Nordische Philologie in München als Vertretung der Assistentenstelle. Nach der Promotion 2006 im Fach Nordische Philologie war sie bis 2009 Mitglied der interdisziplinären Forschergruppe »Anfänge (in) der Moderne« an der LMU München (DFG-gefördert). Von 2009 bis 2016 war sie wissenschaftliche Assistentin am Lehrstuhl für neuere Skandinavistik an der LMU München und von 2013 bis 2016 Mitglied der internationalen Forschergruppe »Arctic Modernities« der Universität Tromsø. Im Dezember 2015 erhielt sie den Ruf auf die W2-Professur für Komparatistik mit dem Schwerpunkt nordeuropäische Literaturen / Skandinavistik an der Friedrich-Alexander-Universität Erlangen-Nürnberg, der Antritt der Professur im April 2016 wurde jedoch durch eine Konkurrentenklage verhindert. 2016 war sie Gastdozentin am Rachel Carson Center for Environment and Society der LMU München und Stipendiatin für den exzellenten wissenschaftlichen Nachwuchs der Bayerischen Gleichstellungsförderung. Anfang 2017 war sie bis zum Antritt ihrer Professur wissenschaftliche Assistentin am Lehrstuhl für neuere Skandinavistik an der LMU München. Seit 2017 ist sie W2-Professorin für Komparatistik (Vergleichende Literaturwissenschaft) mit dem Schwerpunkt nordeuropäische Literaturen / Skandinavistik in Erlangen.
Ihre Forschungsschwerpunkte sind skandinavische Gegenwartsliteratur, Literatur- und Kulturwissenschaft, Körpertheorien, Text-Bild-Bezüge, literarische Anfangskonzeptionen, Polarliteratur, Poetiken des Parasitären und literarische Figurationen des Irrtums.

## Schriften (Auswahl)
- als Herausgeberin mit Annegret Heitmann: BildDurchSchrift. Zum visuellen Diskurs in der skandinavischen Gegenwartsliteratur. Freiburg im Breisgau 2002, ISBN 3-7930-9334-4.
- Der Körper als Palimpsest. Die poetologische Dimension des menschlichen Körpers in der skandinavischen Gegenwartsliteratur. Freiburg im Breisgau 2007, ISBN 978-3-7930-9507-1.
- mit Annegret Heitmann: Landnahme. Anfangserzählungen in der skandinavischen Literatur um 1900. München 2010, ISBN 978-3-7705-4974-0.
- als Herausgeberin mit Joachim Schiedermair, Stephan Michael Schröder, Antje Wischmann und Katarina Yngborn: Schriftfest. Festschrift für Annegret Heitmann. München 2018, ISBN 3-8316-4689-9.
- als Herausgeberin: Literarische Irrtümer. Figurationen des Irrtums in der skandinavischen Literatur (= Rombach Wissenschaften, Reihe Nordica, Bd. 26). Rombach, Freiburg/Br. 2020, ISBN 978-3-96821-638-6.
- Nomadisch - ekstatisch - magisch. Skandinavischer Arktisprimitivismus im ausgehenden 19. und beginnenden 20. Jahrhundert. Brill/Fink, Paderborn 2021, ISBN 978-3-7705-6607-5.

Außerdem ist sie Mitherausgeberin der Zeitschrift Nordeuropaforum.